# Pennsylvania State University Women's Volleyball
La Pennsylvania State University Women's Volleyball è la squadra pallavolo femminile appartenente alla Pennsylvania State University, con sede a State College (Pennsylvania): milita nella Big Ten Conference della NCAA Division I.

## Palmarès
- NCAA Division I: 8

1999, 2007, 2008, 2009, 2010, 2013, 2014, 2024

## Record
| Piazzamento          |    | Edizione |
| -------------------- | -- | --- |
| Tornei NCAA          | 44 | Vincitrice: 8 1999, 2007, 2008, 2009, 2010, 2013, 2014, 2024                                                                      |
| Tornei NCAA          | 44 | Finale: 3 1993, 1997, 1998 |
| Tornei NCAA          | 44 | Semifinali: 3 1994, 2012, 2017 |
| Tornei NCAA          | 44 | Elite Eight: 7 1990, 1996, 2000, 2003, 2006, 2018, 2019                                                                           |
| Tornei NCAA          | 44 | Sweet Sixteen: 15 1981, 1983, 1984, 1986, 1991, 1992, 1995, 2004, 2005, 2011, 2015, 2016, 2020, 2022, 2023                        |
| Tornei NCAA          | 44 | Secondo turno: 3 2001, 2002, 2021                                                                                                 |
| Tornei NCAA          | 44 | Primo turno: 5 1982, 1985, 1987, 1988, 1989                                                                                       |
| Titoli di conference | 26 | Atlantic 10 Conference: 8 1983, 1984, 1985, 1986, 1987, 1988, 1989, 1990                                                          |
| Titoli di conference | 26 | Big Ten Conference: 18 1992, 1993, 1996, 1997, 1998, 1999, 2003, 2004, 2005, 2006, 2007, 2008, 2009, 2010, 2012, 2013, 2017, 2024 |

## Conference
- Atlantic 10 Conference: 1982-1990
- Big Ten Conference: 1991-

## National Player of the Year
- Lauren Cacciamani (1999)
- Nicole Fawcett (2008)
- Megan Hodge (2009)
- Micha Hancock (2014)

## National Freshman of the Year
- Nicole Fawcett (2005)
- Megan Hodge (2006)
- Deja McClendon (2010)
- Alexandra Frantti (2014)
- Isabella Starck (2024)

## National Coach of the Year
- Russell Rose (1990, 1997, 2007, 2008, 2013)

## All-America

### First Team
- Lori Barberich (1982, 1984)
- Michelle Jaworski (1990)
- Noelle Zientara (1990)
- Leanne Kling (1992)
- Salima Davidson (1994)
- Terri Zemaitis (1996, 1997)
- Bonnie Bremner (1997, 1998, 1999)
- Lauren Cacciamani (1998, 1999)
- Cara Smith (2003)
- Samantha Tortorello (2004, 2005)
- Nicole Fawcett (2006, 2007, 2008)
- Megan Hodge (2006, 2007, 2008, 2009)
- Christa Harmotto (2007, 2008)
- Alisha Glass (2008, 2009)
- Blair Brown (2009, 2010)
- Arielle Wilson (2009, 2010)
- Deja McClendon (2011)
- Micha Hancock (2012, 2013, 2014)
- Ariel Scott (2012, 2013)
- Nia Grant (2014)
- Haleigh Washington (2015, 2016, 2017)
- Simone Lee (2016, 2017)
- Kendall White (2018)
- Kaitlyn Hord (2019)
- Jessica Mruzik (2024)

### Second Team
- Ellen Hensler (1986)
- JoAnn Elwell (1989, 1990)
- Salima Davidson (1993)
- Terri Zemaitis (1995)
- Bonnie Bremner (1996)
- Angie Kammer (1996)
- Lauren Cacciamani (1997)
- Lindsay Anderson (1998)
- Mishka Levy (2000)
- Cara Smith (2002)
- Samantha Tortorello (2003)
- Syndie Nadeau (2004)
- Nicole Fawcett (2005)
- Melissa Walbridge (2005)
- Christa Harmotto (2006)
- Alisha Glass (2007)
- Blair Brown (2008)
- Arielle Wilson (2008)
- Deja McClendon (2010, 2013)
- Kathleen Slay (2011, 2012)
- Alexandra Frantti (2014)
- Aiyana Whitney (2014, 2015)
- Megan Courtney (2015)
- Kendall White (2017, 2019)
- Kaitlyn Hord (2021)
- Jessica Mruzik (2023)
- Isabella Starck (2024)

### Third Team
- Ariel Scott (2011)
- Deja McClendon (2012)
- Kathleen Slay (2013)
- Jonni Parker (2018, 2021)
- Gabrielle Blossom (2019)
- Kaitlyn Hord (2020)

## Allenatori
- Tom Tait: 1976-1978
- Russell Rose: 1979-2021
- Katie Schumacher: 2022-